# Philipsbornita
La philipsbornita és un mineral de la classe dels fosfats, que pertany al grup de la dussertita. Rep el nom en honor de Helmuth Richard Hermann Adolf Friedrich von Philipsborn (Berlín, Alemanya, 3 d'agost de 1892 - Regensburg, 19 d'octubre de 1983), professor de mineralogia de la Universitat de Bonn.

## Característiques
La philipsbornita és un arsenat de fórmula química PbAl₃(AsO₄)₂(OH)₅·H₂O. Va ser aprovada com a espècie vàlida per l'Associació Mineralògica Internacional l'any 1981. Cristal·litza en el sistema trigonal. La seva duresa a l'escala de Mohs és 4,5.
Segons la classificació de Nickel-Strunz, la philipsbornita pertany a «08.BL: Fosfats, etc. amb anions addicionals, sense H₂O, amb cations de mida mitjana i gran, (OH, etc.):RO₄ = 3:1» juntament amb els següents minerals: beudantita, corkita, hidalgoïta, hinsdalita, kemmlitzita, svanbergita, woodhouseïta, gal·lobeudantita, arsenogoyazita, arsenogorceixita, arsenocrandal·lita, benauita, crandal·lita, dussertita, eylettersita, gorceixita, goyazita, kintoreïta, plumbogummita, segnitita, springcreekita, arsenoflorencita-(La), arsenoflorencita-(Nd), arsenoflorencita-(Ce), florencita-(Ce), florencita-(La), florencita-(Nd), waylandita, zaïrita, arsenowaylandita, graulichita-(Ce), florencita-(Sm), viitaniemiïta i pattersonita.

## Formació i jaciments
Va ser descoberta a la mina Red Lead, situada al districte de Zeehan, a l'illa de Tasmània, Austràlia. També ha estat descrita en altres indrets tant de la mateixa illa com del país. De fet, tot i tractar-se d'una mineral gens habitual, ha estat descrit en tots els continents del planeta a excepció de l'Antàrtida.